# Grega Sorčan
Grega Sorčan (Kranj, 5 marzo 1996) è un calciatore sloveno, portiere del Triglav.

## Statistiche

### Presenze e reti nei club
Statistiche aggiornate al 25 gennaio 2018.
| Stagione        | Squadra         | Campionato      | Campionato | Campionato | Coppe nazionali | Coppe nazionali | Coppe nazionali | Coppe continentali | Coppe continentali | Coppe continentali | Altre coppe | Altre coppe | Altre coppe | Totale | Totale |
| Stagione        | Squadra         | Comp            | Pres       | Reti       | Comp            | Pres            | Reti            | Comp               | Pres               | Reti               | Comp        | Pres        | Reti        | Pres   | Reti   |
| --------------- | --------------- | --------------- | ---------- | ---------- | --------------- | --------------- | --------------- | ------------------ | ------------------ | ------------------ | ----------- | ----------- | ----------- | ------ | ------ |
| lug.-ago. 2013  | Triglav Kranj   | 1. SNL          | 1          | -3         | CS              | -               | -               | -                  | -                  | -                  | -           | -           | -           | 1      | -3     |
| 2014-2015       | Gorica          | 1. SNL          | 8+2        | -7 + -1    | CS              | -               | -               | -                  | -                  | -                  | -           | -           | -           | 10     | -8     |
| 2015-2016       | Gorica          | 1. SNL          | 35         | -45        | CS              | 0               | 0               | -                  | -                  | -                  | -           | -           | -           | 35     | -45    |
| 2016-2017       | Gorica          | 1. SNL          | 36         | -39        | CS              | 3               | -2              | UEL                | 2                  | -4                 | -           | -           | -           | 41     | -45    |
| 2017-2018       | Gorica          | 1. SNL          | 18         | -26        | CS              | 2               | 0               | UEL                | 4                  | -7                 | -           | -           | -           | 24     | -33    |
| Totale Gorica   | Totale Gorica   | Totale Gorica   | 97+2       | -117 + -1  |                 | 5               | -2              |                    | 6                  | -11                |             | -           | -           | 110    | -131   |
| Totale carriera | Totale carriera | Totale carriera | 98+2       | -120 + -1  |                 | 5               | -2              |                    | 6                  | -11                |             | -           | -           | 111    | -134   |

### Cronologia presenze e reti in nazionale
| Cronologia completa delle presenze e delle reti in nazionale ― Slovenia | Cronologia completa delle presenze e delle reti in nazionale ― Slovenia | Cronologia completa delle presenze e delle reti in nazionale ― Slovenia | Cronologia completa delle presenze e delle reti in nazionale ― Slovenia | Cronologia completa delle presenze e delle reti in nazionale ― Slovenia | Cronologia completa delle presenze e delle reti in nazionale ― Slovenia | Cronologia completa delle presenze e delle reti in nazionale ― Slovenia | Cronologia completa delle presenze e delle reti in nazionale ― Slovenia |
| Data                                                                    | Città                                                                   | In casa                                                                 | Risultato                                                               | Ospiti                                                                  | Competizione                                                            | Reti                                                                    | Note                                                                    |
| ----------------------------------------------------------------------- | ----------------------------------------------------------------------- | ----------------------------------------------------------------------- | ----------------------------------------------------------------------- | ----------------------------------------------------------------------- | ----------------------------------------------------------------------- | ----------------------------------------------------------------------- | ----------------------------------------------------------------------- |
| 10-1-2017                                                               | Abu Dhabi                                                               | Arabia Saudita                                                          | 0 – 0                                                                   | Slovenia                                                                | Amichevole                                                              | -                                                                       |                                                                         |
| Totale                                                                  |                                                                         | Presenze                                                                | 1                                                                       |                                                                         | Reti                                                                    | -0                                                                      |                                                                         |

## Palmarès

### Club

#### Competizioni giovanili
- Campionato Primavera: 1

Chievo: 2013-2014